# Caffè Michelangiolo

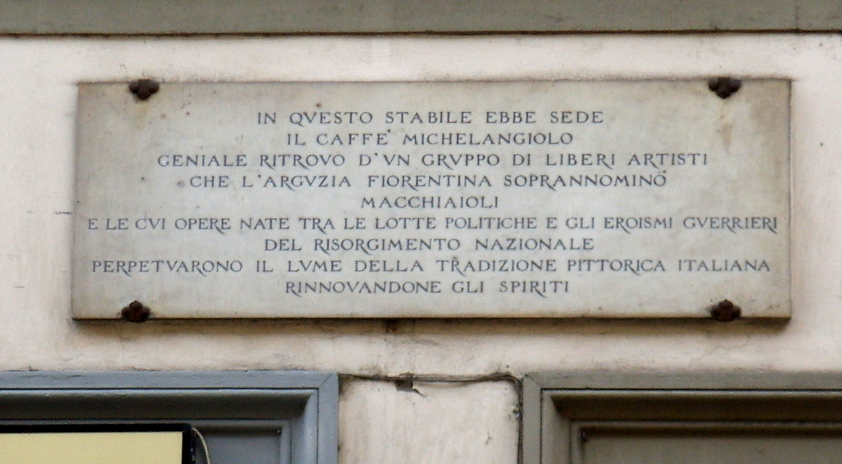
Plaque sur la façade

Le Caffè Michelangiolo est un des cafés historiques de la ville de Florence. Il  se situait au 21 de la via Cavour, où une plaque sur la façade du palais rappelle son existence à la fin du XIXe siècle.
Dans la seconde moitié du XIXe siècle jusqu'à la fin des années 1920, ce fut le lieu des réunions d'artistes, tous toscans, qui animèrent autant sur le plan politique qu'artistique, après 1860, la vie florentine et qui ont contribué au renouvellement de l'esthétique picturale traditionnelle. En particulier on y retrouvait les jeunes artistes en révolte avec l'art académique de l'Académie du dessin de Florence. Leur manière de peindre avec des larges taches de couleurs pures les firent dénommer les Macchiaioli (les « tachistes »).
S'y sont rencontrés Silvestro Lega, Giovanni Fattori, Telemaco Signorini, Odoardo Borrani, Adriano Cecioni, Angiolo Tricca, Eugenio Prati, Antonio Puccinelli, Stefano Bardini…  Cecioni y a peint un tableau toujours à l'intérieur du café.

## À noter
Caffè Michelangiolo est aussi une revue quadrimestrielle de littérature, critique, poésie et art fondée et dirigée par Mario Graziano Parri.

## Galerie photographique

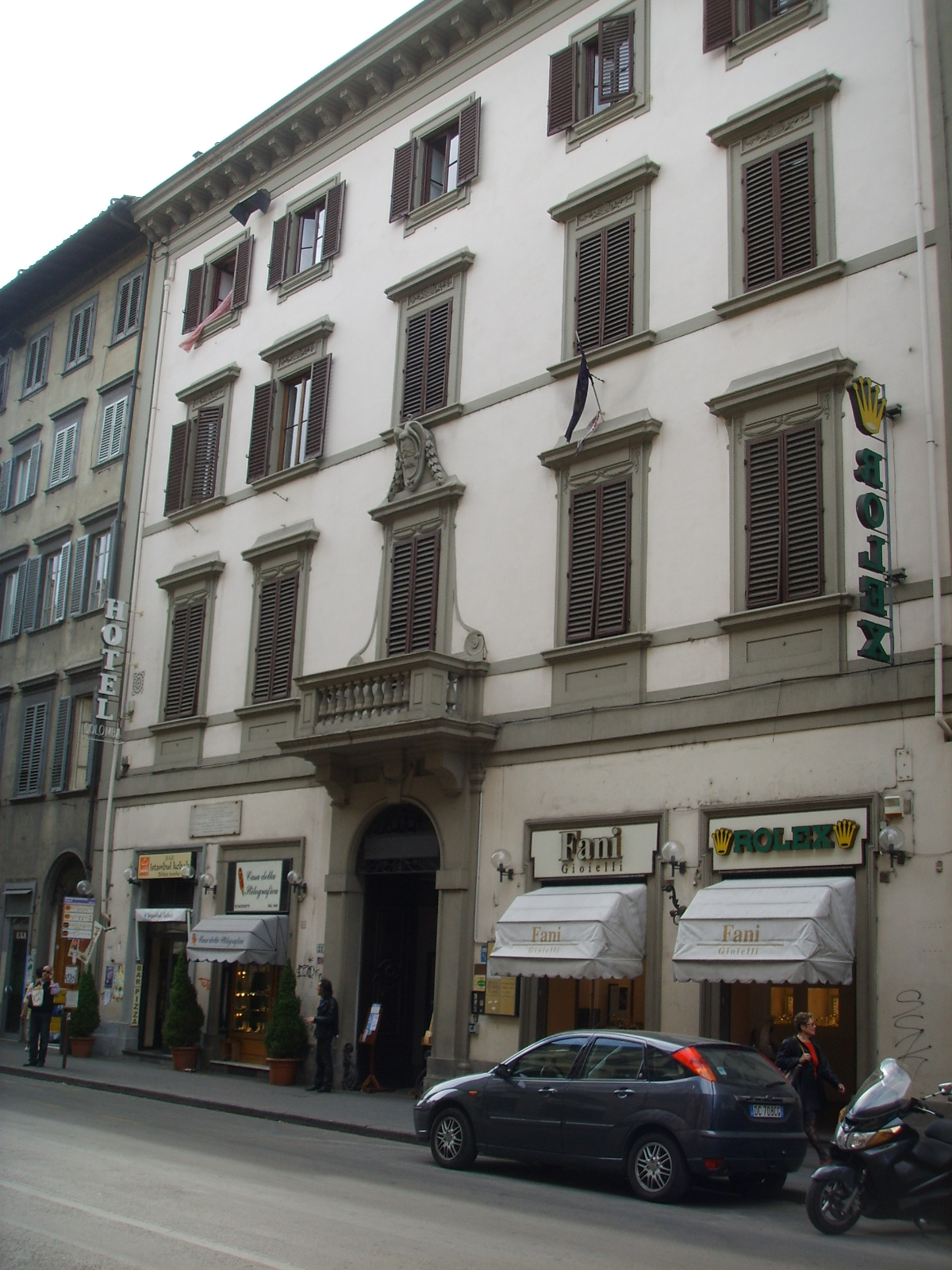
Le palais de l'ex-Caffè Michelangiolo
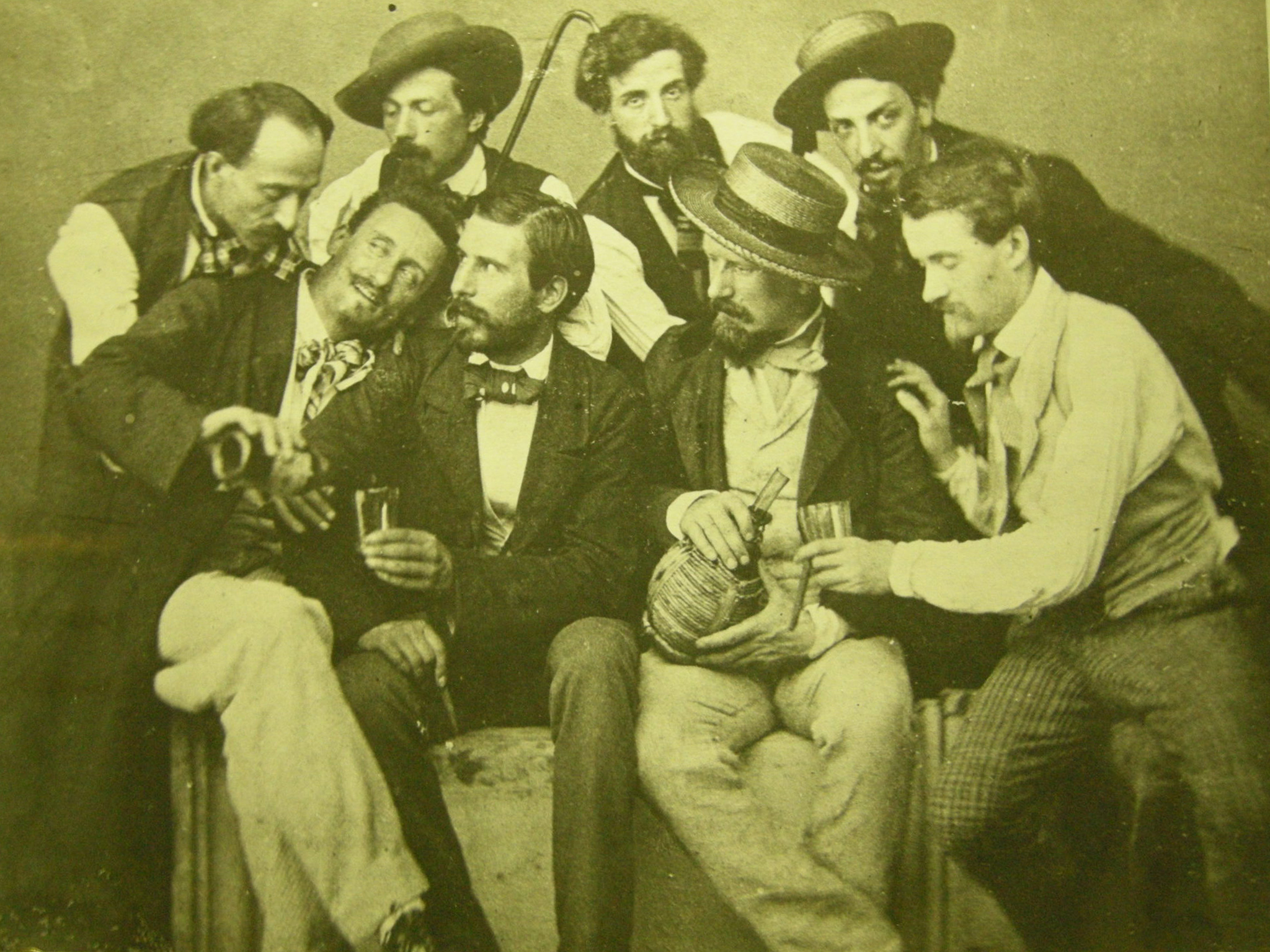
Les Macchiaioli au Caffè Michelangiolo, aux environs de 1900